# 藤浪鑑
藤浪 鑑（ふじなみ あきら、1871年1月19日（明治3年11月29日） - 1934年（昭和9年）11月18日）は、日本の医師、病理学者。藤浪肉腫の発見者として知られる。

## 経歴
1870年（明治3年）旧尾張藩の侍医、藤浪萬得の長男  として愛知県名古屋市に生まれる。生家は代々の尾張藩医という名門であった。
1895年（明治28年）に東京帝国大学医科大学を首席卒業。病理学教室に入り、当時ドイツのウィルヒョウに学んで帰国したばかりの山極勝三郎教授に師事する。翌年ドイツに留学。ベルリン大学ではウィルヒョウに、ストラスブール大学ではレックリングハウゼン病で有名なフリードリッヒ・フォン・レックリングハウゼンに、フライブルク大学病理学教室ではエルンスト・ツィーグラーにそれぞれ学び、4年間を過ごす。この留学期間中、とりわけ細胞病理学説の唱道者ウィルヒョウから受けた影響は大きかったようである。
1910年（明治43年）、世界に先駆けて家鶏肉腫の移植系を確立。同年、ロックフェラー大学のペイトン・ラウスも鶏肉腫の移植系を確立（ラウスは発がん性ウイルスの発見で1966年ノーベル生理学・医学賞を受賞）している。これらはウイルス発がんの先駆的な業績と評価されている。藤浪が発見した家鶏肉腫は藤浪肉腫として広く世に知られている。
1910年（明治43年）から1911年（明治44年）にかけて満州（現中華人民共和国東北部）にペストが流行した。1911年、この対策を話し合う万国ペスト会議が奉天で行われるにあたり、伝染病研究所所長の北里柴三郎、内閣拓殖局部長の江木翼らと共に出席する。
1918年（大正7年）、日本住血吸虫症の解明による業績で桂田富士郎と共に帝国学士院賞  ）を受賞した。藤浪は敬虔なキリスト教者でもあり、1928年（昭和3年）ドイツ・ハイデルベルク大学から名誉神学博士の称号を受けている。1929年（昭和4年）11月11日、帝国学士院会員に推挙された。1931年（昭和6年）京都帝国大学名誉教授となる。
1934年（昭和9年）腎不全により65歳で没。名古屋市千種区に埋葬された  。

## 研究内容・業績

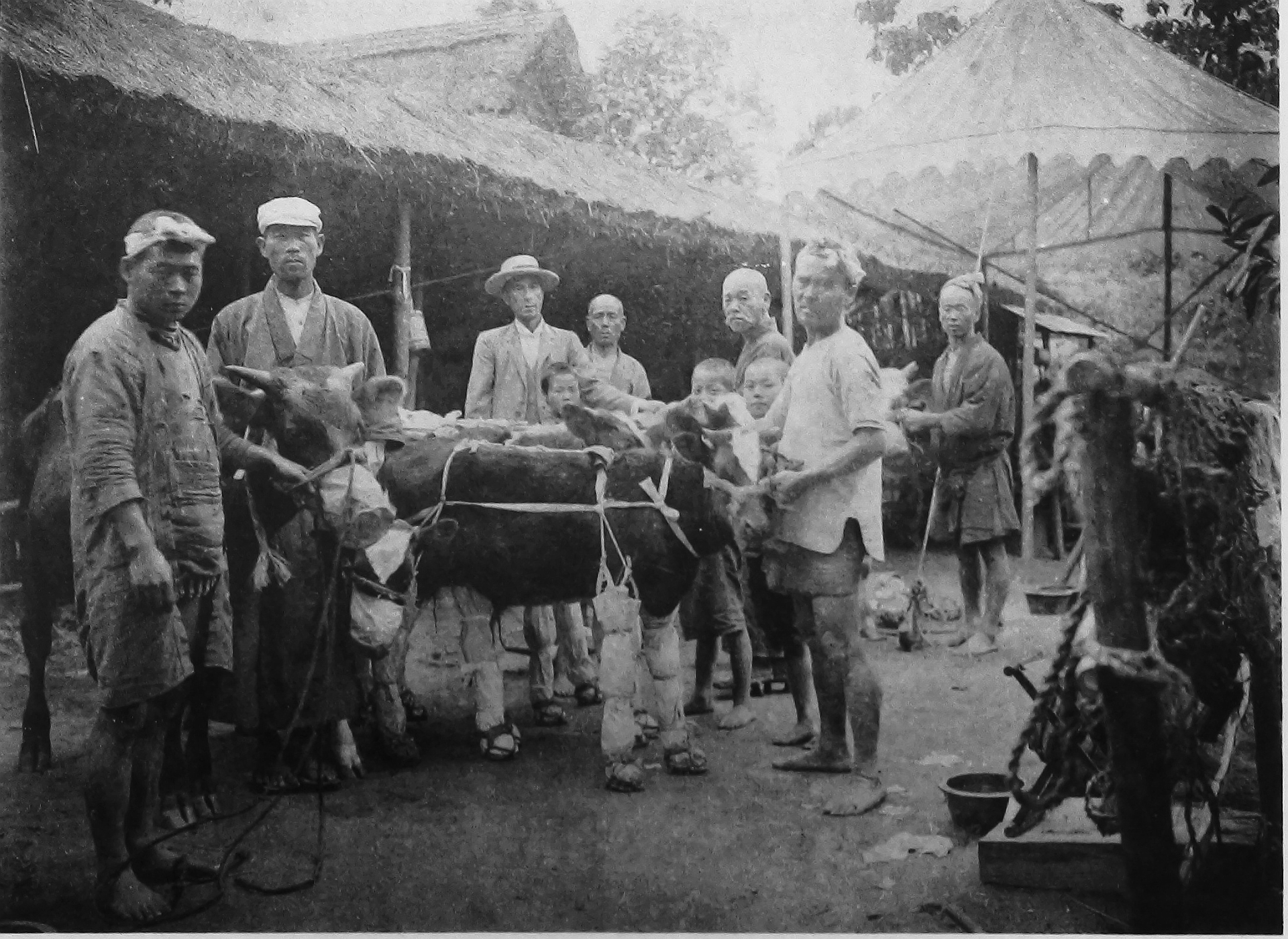
深安郡中津原村字下組（現：広島県福山市御幸町中津原）の牛舎前で撮影された実験の牛。1909年（明治42年）6月20日撮影（中村八太郎所蔵）

1900年（明治33年）、帰国すると同時に京都帝国大学医科大学の病理学教室初代教授に任ぜられる。彼は1930年(昭和5年)までその任についた。寄生虫病の研究に力を入れ、特に日本住血吸虫症の解明につながる重要な発見として、1904年（明治37年）5月30日、藤浪は広島県片山地区（現広島県福山市片山）に住む患者の肝門脈内に尾部が断裂した一匹の雌成虫体を発見した。岡山で桂田富士郎が山梨県中巨摩郡大鎌田村二日市場（現甲府市大里町）の開業医三神三朗の飼い猫から得た検体に、初めて一匹の雄成虫体を発見した4日後のことである。さらに日本住血吸虫については、当時まだ不明だった生活環を解明するため、1909年（明治42年）、片山地区の有病地において、金沢医学専門学校（現金沢大学医学部）の中村八太郎および片山地方の開業医吉田龍蔵と共にウシを用いた実証実験を行い、病原虫の経皮感染を証明した。この結果は同病の予防につながる大きな発見だった。
藤浪の最も著明な業績は、移植可能な家鶏肉腫の病理についての実験腫瘍学的研究である。

## 家族・親族[5]
- 父：藤浪萬得は旧尾張藩侍医。
- 母：じやう（小出玄道の長女）
- 弟：藤浪剛一は10歳下の弟で、医学X線学者の草分けで慶應義塾大学放射線科学初代教授。
- 妹：てる（森島庫太（京都帝国大学医科大学教授）の妻）
- 妻：むめ（猪子止戈之助の長女）

### 親戚・遠縁
- 猪子ふて（ふで）：止戈之助の妹で、沖野忠雄の妻
- 猪子吉人：止戈之助の弟（医学博士）
- 猪子一到：止戈之助の長男（実業家）
- 婦美（むめの妹。止戈之助の次女）

## 栄典
- 1925年（大正14年）11月16日 - 従三位[6]

## 著作
- 1916年（大正5年）『日本住血吸虫病』
- 1923年（大正12年）『剖検示説』 実験医報社

## 参考資料
- David I Grove: Akira Fujinami. In: A history of human helminthology. C.A.B International (UK), p797. ISBN 0-85198-689-7
- Tanaka H, Tsuji M (1997) From discovery to eradication of schistosomiasis in Japan: 1847-1996. Int J Parasitol 27(12):1465-1480. PMID 9467732
- Ishii A, Tsuji M, Tada I (2003) History of Katayama disease: schistosomiasis japonica in Katayama district, Hiroshima, Japan. Parasitol Int 52(4):313-319. PMID 14665388